# 鍾偉明
鍾偉明，MBE（1931年7月17日—2009年11月27日），本名鍾福康，香港資深播音員、廣播節目主持人及演員，人稱「鍾大哥」，有「播音皇帝」美譽。
鍾偉明於1947年進入廣播界，曾在麗的呼聲、美國新聞處、香港電台等作廣播工作。1992年，鍾是香港廣播界首位華人獲英國授予員佐勳章；1998年，獲香港電台頒發「廣播成就榮譽獎」。2009年11月27日上午11時36分離世。

## 家庭
鍾偉明的二弟鍾志明也是在廣播界工作；由於鍾偉明是鍾志明的哥哥，鍾志明在人前也稱鍾偉明為「大哥」，因此被人稱為「鍾大哥」。
鍾偉明的前妻是粤語長片女星龐碧雲，兩人在1962年離異。

## 生平
鍾偉明祖籍廣東省江門市新會區，父親在南洋煙草公司工作，鍾氏11歲已加入山月影業公司當場記，並跟隨恩師關文清學習電影編導工作；同時跟同濟中學學生艾雯、呂啟文等經常演出話劇。 1947年在香港電台參演首個廣播劇作品名為《復活的玫瑰》；1952年加入麗的呼聲擔任節目編導，除了參與拍攝電影工作，也以業餘性質演播廣播劇；由於鍾偉明的播音工作大增而實難以兼顧，因此最終選擇播音工作，也成為全職播音人。除了播音工作外，鍾偉明也參與科幻、戲劇化小說、倫理、偵探、國術小說等為劇種的廣播劇；而廣播劇如《韋倫探案》、《洪熙官》等深入民心，鍾偉明因而被冠「播音皇帝」美譽。
1955年，鍾偉明離開麗的呼聲而加入美國新聞處（USIS），負責製作有關香港的綜合節目；不過，麗的呼聲不讓鍾偉明請辭，更多次和美國新聞處洽商；最終，美國新聞處特別准許鍾偉明在業餘時間參加麗的呼聲、香港電台及商業電台的廣播工作，由此可見鍾偉明在香港廣播界的地位。1970年，鍾偉明獲香港電台取錄為節目主任而正式加入香港公務員行列。
1980年代後期，大批越南船民湧到香港。港英政府於1988年6月16日起對有關越南人實施新的甄別政策，並在香港電台播放「北漏洞拉廣播」以試圖阻止大量越南人進入香港；而該段廣播中的粵語部分是由鍾偉明讀出。
鍾偉明於1991年退休，但仍在香港電台擔任節目主持。翌年，鍾偉明獲英國頒授員佐勳章（MBE），成為香港廣播界獲得這個勳銜的首位華人；1998年，鍾偉明獲香港電台頒發「廣播成就榮譽獎」，以表揚他在廣播界的貢獻。2007年11月24日，香港電台為鍾偉明設宴，以表揚他為香港廣播界服務60年及其貢獻。
2009年11月27日凌晨，鍾偉明於上班途中在港鐵太子站突然暈倒而被送往廣華醫院急救，於同日早上11時36分證實死亡，享年78歲。對於鍾偉明的離世，香港電台形容他是「港台之寶」、「香港之寶」。鍾偉明在離世前仍在香港電台第五台為《松柏之聲》、《戲曲天地》（「粵曲會知音」環節）及《香江暖流》等長者節目作主持，以及每日清晨5時至6時半《清晨爽利》的節目主持。

## 相關作品
李平富【我的身歷聲：香港廣播軼事】